# 143 km (przystanek kolejowy w obwodzie briańskim)
143 km (ros. 143 км) – przystanek kolejowy w pobliżu miejscowości Słoboda-Sieleckaja, w rejonie unieckim, w obwodzie briańskim, w Rosji. Położony jest na linii Briańsk - Homel.